# Toni Sihvonen
Toni Sihvonen (* 19. Februar 1971 in Seinäjoki) ist ein ehemaliger finnischer Eishockeyspieler und jetziger -trainer.

## Karriere
Toni Sihvonen begann seine Karriere als Eishockeyspieler in der Nachwuchsabteilung von KooKoo. Von dort wechselte er zu Reipas Lahti, für dessen Profimannschaft er in der Saison 1989/90 sein Debüt in der zweitklassigen I-divisioona gab. Mit Reipas stieg er in seinem Rookiejahr auf Anhieb in die SM-liiga auf, in der er die folgenden drei Spielzeiten als Stammspieler bei Reipas verbrachte. Von 1993 bis 1995 war der Center für TPS Turku in der SM-liiga aktiv, während er parallel zu einigen Einsätzen für dessen Farmteam Kiekko-67 in der I-divisioona kam. Mit TPS gewann er in der Saison 1994/95 erstmals in seiner Laufbahn den finnischen Meistertitel. Im Anschluss an diesen Erfolg wechselte er innerhalb der höchsten finnischen Spielklasse zu HIFK Helsinki, mit dem er in der Saison 1997/98 ebenfalls Finnischer Meister wurde.
Zur Saison 2001/02 ging Sihvonen erstmals ins Ausland und schloss sich AIK Solna aus der schwedischen Elitserien an. Für die Mannschaft erzielte er in der Hauptrunde in 48 Spielen 17 Scorerpunkte, davon vier Tore. In der Kvalserien musste er mit seiner Mannschaft jedoch den Abstieg in die zweitklassige HockeyAllsvenskan hinnehmen, woraufhin der ehemalige Nationalspieler in seine finnische Heimat zurückkehrte, in der er in der Saison 2002/03 für Jokerit Helsinki auf dem Eis stand. Nach einjähriger Auszeit vom Eishockey gewann er in der Saison 2004/05 mit Kärpät Oulu den finnischen Meistertitel. Die folgenden beiden Jahre verbrachte er bei seinem Ex-Klub aus Lahti, der in der Zwischenzeit als Pelicans in der SM-liiga antrat. In der Saison 2007/08 trat er für Alba Volán Székesfehérvár aus der Österreichischen Eishockey-Liga an. Am Ende der Spielzeit nahm er zudem mit der Mannschaft am Spielbetrieb der ungarischen Eishockeyliga an und gewann mit der Mannschaft den nationalen Meistertitel. Zuletzt lief der Routinier von 2008 bis 2010 für Vaasan Sport in der Mestis an, die mittlerweile die neue zweite finnische Spielklasse war. In der Saison 2008/09 wurde er mit Vaasan Sport Mestis-Meister. Im Anschluss an die Saison 2009/10 beendete er seine aktive Karriere im Alter von 39 Jahren.
Seit der Saison 2010/11 ist Sihvonen als Assistenztrainer für seinen Ex-Klub Kärpät Oulu aus der SM-liiga tätig. 

### International
Für Finnland nahm Sihvonen im Juniorenbereich ausschließlich an der U18-Junioren-Europameisterschaft 1989 teil, bei der er mit seiner Mannschaft die Bronzemedaille gewann. Im Seniorenbereich stand er im Aufgebot seines Landes bei den Weltmeisterschaften 1999, 2000 und 2001. Bei den Weltmeisterschaften 1999 und 2001 gewann er mit seinem Land jeweils die Silber-, bei der Weltmeisterschaft 2000 die Bronzemedaille. 

## Erfolge und Auszeichnungen
- 1990 Aufstieg in die SM-liiga mit Reipas Lahti
- 1993 Europapokal-Gewinn mit TPS Turku
- 1995 Finnischer Meister mit TPS Turku
- 1998 Finnischer Meister mit HIFK Helsinki
- 2005 Finnischer Meister mit Kärpät Oulu
- 2008 Ungarischer Meister mit Alba Volán Székesfehérvár
- 2009 Mestis-Meister mit Vaasan Sport

### International
- 1989 Bronzemedaille bei der U18-Junioren-Europameisterschaft
- 1999 Silbermedaille bei der Weltmeisterschaft
- 2000 Bronzemedaille bei der Weltmeisterschaft
- 2001 Silbermedaille bei der Weltmeisterschaft